# Stefano Cairola
Stefano Cairola (Siena, 29 novembre 1897 – Milano, 24 marzo 1972) è stato un gallerista, mercante d'arte, critico d'arte e antiquario italiano.

## Biografia
Abbandona giovanissimo la propria città natale, Siena, che sente troppo provinciale. Si arruola nel corpo degli Alpini e partecipa alla prima guerra mondiale. Finita la guerra si stabilisce a Milano dove trova lavoro presso la redazione del Corriere della Sera in qualità di correttore di bozze. 
La prima occasione di avvicinarsi all'arte si presenta al Cairola nel 1933 quando Agostino Mario Comanducci, antiquario di Borgo San Sepolcro, gli propone di svolgere una ricerca in vista della pubblicazione de I pittori italiani dell'Ottocento. Dizionario critico e documentario.

### A Genova
Fino ai primi anni quaranta Cairola vive a Genova, dove lavora come curatore presso il Cenacolo della Galleria San Giorgio e dove nel 1935 assume la direzione della Galleria Genova di Gino Tonini, per poi rilevarne la gestione l'anno successivo. All'interno della galleria cerca di favorire un clima salottiero, attirare visitatori e suscitare vivaci dibattiti intorno agli artisti ospitati.
Tra il 1934 e il 1940 vi espongono gran parte dei protagonisti del rinnovamento artistico del novecento: Arturo Molinari, Prampolini, Stéphanie Guerzoni, Ida Donati, Carrà, Morandi, Martini, Marussig, Marini, Fontana, Campigli, de Chirico, Severini, Bernasconi, Reggiani, Gigiotti Zanini, Melotti, Paresce, Gino Ghiringhelli, Funi, Romanelli, Borra, Daphne Maugham Casorati, Licini, Fiorenzo Tomea, Umberto Mastroianni, Toti Scialoja, Domenico Cantatore, Guglielmo Pasqualino Noto, Aurelio de Felice e molti altri. 
Nel 1940 allestisce una personale di Ottone Rosai e l'anno successivo di Filippo de Pisis.
Nel frattempo stringe rapporti d'affari con galleristi milanesi, in particolare con la Galleria il Milione, con cui tratta artisti noti ma anche giovani emergenti, o sconosciuti di provincia; fra loro Guttuso, Migneco, Franchina, Manzù, Birolli, Sassu, Soldati, Menzio e Fontana.
Inizia a collaborare con Alberto della Ragione, anche lui residente a Genova, mecenate e collezionista d'arte già in possesso di un cospicuo numero di opere rappresentative della nuova pittura italiana.

### A Milano
Nel 1940 a Milano gestisce una galleria in via del Corso che solo due anni dopo viene distrutta da un bombardamento aereo. Sposta definitivamente la propria residenza nel capoluogo lombardo quando Alberto della Ragione, all'inizio del 1942 gli offre la direzione della Galleria della Spiga e di Corrente, (ex Bottega di Corrente), che aveva appena rilevato. Le prime mostre milanesi organizzate da Cairola sono dedicate a Birolli e ai disegni inediti di Scipione. 
Ma la collaborazione con della Ragione non dura a lungo, fra loro emergono contrasti e divergenze; nel luglio dello stesso anno Cairola si licenzia e alla direzione della galleria gli succede Raffaele De Grada. 
Lo scoppio della seconda guerra rallenta l'attività espositiva, fino ad interromperla completamente quando un'irruzione della polizia nell'aprile del 1943, durante una mostra dedicata a Vedova, provoca la chiusura della Galleria della Spiga.
Sarà riaperta nel 1945/46 da Cairola a Palazzo Garzanti, al numero 30 della stessa via della Spiga. 
Nel periodo post bellico di maggior crisi, per venire incontro agli artisti, soprattutto scultori, promuove il "Premio di Scultura della Spiga" (25 maggio-13 giugno 1946), insieme allo scultore Giacomo Manzù e ai pittori Aligi Sassu e Carlo Zocchi. Alla mostra prendono parte una cinquantina di scultori, alcuni già affermati, altri pressoché inediti.
Nell'ottobre del 1946 partecipa alla costituzione del gruppo Nuova Secessione Artistica Italiana. Sono un gruppo di artisti la cui attività si sviluppa intorno a tre sedi: una base veneziana, gestita da Giuseppe Marchiori, una milanese, avente come esponenti Birolli e Morlotti (che vivevano a Parigi), coordinata da Cairola e dallo stesso Marchiori; una romana, organizzata attorno alla figura di Guttuso, che per dare un carattere di specificità generazionale al movimento, spingerà per il cambio del nome in Fronte nuovo delle arti. Il gruppo pubblica un proprio manifesto, i firmatari sono: Emilio Vedova, Renato Birolli, Ennio Morlotti, Armando Pizzinato, Giuseppe Santomaso, Alberto Viani, Bruno Cassinari, Renato Guttuso, Leoncillo, Carlo Levi. Successivamente aderiranno al gruppo anche: Mafai, Santo Marino, Consagra, Corpora, Fazzini, Giovanni Paganin, Afro e Mirko Basaldella, Treccani, Moreni.
Nel 1947 alla Galleria della Spiga viene allestita la prima mostra del Fronte Nuovo delle Arti (12 giugno - 12 luglio) sostenuta criticamente da Giuseppe Marchiori, ma non ottiene il successo sperato, vengono venduti solo alcuni quadri di Guttuso.
Dopo il fallimento della mostra Cairola cambierà il nome della galleria in Galleria d'arte Cairola.

### Divulgatore e talent scout
Il desiderio di favorire l'affermazione di giovani artisti e la convinzione della necessità di portare l'arte verso tutte le classi sociali, induce Cairola ad uscire dalla propria galleria e a decentrare parte dell'attività: organizza eventi espositivi in centri periferici e di villeggiatura; sostiene e istituisce Premi in piccoli paesi e ne presiede la giuria, sempre con lo scopo di accorciare la distanza fra l'arte e i suoi destinatari.

#### Premi
- 1947, il Premio nazionale di pittura Auronzo[12].
- 1948, il Premio Suzzara[13], organizzato in collaborazione con Dino Villani e Cesare Zavattini[14][15] per consentire al comune di costituire un primo nucleo di opere per una futura pinacoteca, grazie alla formula del premio-acquisto. Gli artisti vincitori vengono premiati con prodotti locali: insaccati, vino, formaggi, o con animali come puledri, vitelli, suini, ecc. Nel 1953 Cairola ospiterà alla Spiga l'edizione milanese del Suzzara; qui le opere verranno assegnate a chi offrirà un premio-acquisto, costituito da elettrodomestici, biciclette e motocicli, abiti e persino una Fiat 500 offerta dalla Sipra[4].
- 1950, a Bolzano Cairola mostra una certa attenzione, allora inconsueta, per la pittura femminile attraverso il Premio Bolzano per le pittrici che nel 1954 si trasforma in IV Premio internazionale per le pittrici[16].
- 1957, a Forlì per l'apertura della Casa-Albergo per artisti voluta da Aldo Garzanti, organizza il Premio Forlì per la pittura, la scultura e il disegno.
- 1961, a Milano il Premio Koh-I-Noor 1961 per il disegno voluto dalla società Koh-I-Noor Hardtmuth; la Galleria d'Arte Cairola per l'occasione collabora con la Galleria Mediterranea. Vi partecipano 67 artisti da tutta Italia tra cui Giovanni Brancaccio, Alberto Chiancone, Carlo Striccoli[17].

#### Mostre
- 1949, a Milano nella propria galleria, durante il concorso di Miss Italia organizza la mostra La Bella Italiana nella Pittura Contemporanea, esperienza che ripeterà nell'edizione del 1953 spostando l'esposizione direttamente ad Alassio[18].
- 1950-51, in occasione del Giro d'Italia, allestisce una mostra itinerante dal titolo 196 pittori al Giro d'Italia della pittura contemporanea, che toccherà numerose tappe[19], spesso piccoli centri, che vedono per la prima volta opere di artisti dei quali forse non hanno mai sentito parlare.
- 1951, ad Acitrezza realizza in funzione turistico-artistica il Premio Acitrezza, un premio tematico destinato a opere che rappresentano paesaggi ed immagini suggestive della città stessa; in seguito le opere vincitrici vengono esposte nelle più grandi città italiane.
- 1952, nei padiglioni della fiera di Messina è la volta della Prima mostra della ceramica italiana; qui Cairola allestisce una sala completamente dedicata alle ceramiche di Picasso; inoltre incoraggia e favorisce l'iniziativa di Tullio Mazzotti che fa eseguire pezzi unici in ceramica da pittori e scultori come Manzù, Fontana, Sassu, Fabbri, Parini, per promuovere la ceramica di Albissola[20].
- 1957, a Messina mostra Cento opere di sessantasette "firme" a Messina
- 1958, a Trapani mostra Trenta artisti alla Galleria d'arte della città di Trapani
- 1958, a Cantù, durante lo svolgimento del Premio città di Cantù. Pittura e scultura nell'arredamento, espone le opere nei Saloni del Mobile, locali allestiti e arredati similmente alle abitazioni dei potenziali acquirenti.

Stefano Cairola è anche un talent scout: scopre alcuni artisti come il pittore-contadino Bruno Rovesti e lo sculture-boscaiolo Alberto Sani, per entrambi organizza mostre e stampa cataloghi.
Negli ultimi anni promuove pittori italiani anche all'estero, inserendo anche i naïf, e li porta in tournée per l'Europa.
Muore a Milano il 24 marzo 1972.

## Pubblicazioni
(Elenco non esaustivo)
- Corinna Pastore pittrice, Milano, Artisti d'Italia, 1932.
- Francesco Vercelli pittore paesista (1842-1927), Milano, Artisti d'Italia, 1932.
- Angelo Malinverni: pittore, Milano, Artisti d'Italia, 1932.
- Giuseppe Moreno: acquafortista, Milano, Artisti d'Italia, 1932.
- Raccolta Luigi Arnaldo Vassallo (Gandolin). Cenacolo Galleria San Giorgio, Genova, Danovaro, 1933.
- Disegni inediti di Scipione dal 28 Marzo al 12 Aprile 1942, Milano, Galleria della Spiga, 1942.
- Il Fiore, Galleria d'arte moderna, Firenze, Giannini & Giovannelli, 1943.
- Arte italiana del nostro tempo. Saggi critici di Luciano Anceschi, Bergamo, Arti Grafiche, 1946.
- Prima mostra del Fronte nuovo delle arti, catalogo della mostra, Milano, Galleria della Spiga, 1947.
- 196 pittori al 1º Giro d'Italia della pittura contemporanea (1950-1951), Milano, Galleria Cairola, 1950.
- 5 pittori di Marsala: Galleria d'arte Cairola, Milano, Galleria d'arte Cairola, 1956.

## Archivio
Il fondo Stefano Cairola nel 2001 è stato donato dagli eredi alla Biblioteca Umanistica dell'Università degli studi di Siena. Gli estremi cronologici vanno dal 1931 al 1973.
I materiali riguardano: la corrispondenza, circa 1500 tra lettere, cartoline, telegrammi; atti e documenti di carattere amministrativo, dichiarazioni di autenticità di opere, verbali di giurie di premi; materiale bibliografico, giornali, riviste; circa 400 fotografie relative a singoli artisti e alle loro opere; tre schizzi non firmati.